# Liste der Nummer-eins-Hits in den Niederlanden (1980)
Diese Liste enthält alle Nummer-eins-Hits in den Niederlanden im Jahr 1980. Es gab in diesem Jahr 18 Nummer-eins-Singles und 14 Nummer-eins-Alben.
| Singles | Alben |
| --- | --- |
| - Earth & Fire – Weekend - 3 Wochen (15. Dezember 1979 – 11. Januar 1980) - ABBA – I Have a Dream - 3 Wochen (12. Januar – 1. Februar) - Sugarhill Gang – Rapper’s Delight - 3 Wochen (2. Februar – 22. Februar) - Don McLean – Crying - 5 Wochen (23. Februar – 28. März) - BZN (Band Zonder Naam) – Pearlydumm - 1 Woche (29. März – 4. April) - Massada – Sajang é - 2 Wochen (5. April – 18. April) - Spargo – You and Me - 3 Wochen (19. April – 9. Mai) - Goombay Dance Band – Sun of Jamaica - 3 Wochen (10. Mai – 30. Mai) - Lipps, Inc. – Funkytown - 3 Wochen (31. Mai – 20. Juni) - Jay & the Americans – Cara mia - 3 Wochen (21. Juni – 11. Juli) - Maywood – Late at Night - 3 Wochen (12. Juli – 1. August) - Olivia Newton-John & Electric Light Orchestra – Xanadu - 3 Wochen (2. August – 22. August) - ABBA – The Winner Takes It All - 6 Wochen (23. August – 3. Oktober) - Randy Crawford – One Day I’ll Fly Away - 2 Wochen (4. Oktober – 17. Oktober) - Barbra Streisand – Woman in Love - 6 Wochen (18. Oktober – 28. November) - Stephanie Mills – Never Knew Love like This Before - 1 Woche (29. November – 5. Dezember) - ABBA – Super Trouper - 2 Wochen (6. Dezember – 19. Dezember) - Roland Kaiser – Santa Maria - 2 Wochen (20. Dezember 1980 – 9. Januar 1981) | - Pink Floyd – The Wall - 4 Wochen (22. Dezember 1979 – 18. Januar 1980, insgesamt 7 Wochen) - Julio Iglesias – The 24 Greatest Songs - 1 Woche (19. Januar – 25. Januar) - Pink Floyd – The Wall - 3 Wochen (26. Januar – 15. Februar, insgesamt 7 Wochen) - The Cats – 20 Golden Hits - 1 Woche (16. Februar – 22. Februar) - Robert Long – Homo Sapiens - 2 Wochen (23. Februar – 7. März, insgesamt 3 Wochen) - Jon & Vangelis – Short Stories - 1 Woche (8. März – 14. März) - Robert Long – Homo Sapiens - 1 Woche (15. März – 21. März, insgesamt 3 Wochen) - BZN (Band Zonder Naam) – Grootste hits - 14 Wochen (22. März – 27. Juni) - Roger Whittaker – The Best Of Roger Whittaker - 2 Wochen (28. Juni – 11. Juli) - Queen – The Game - 1 Woche (12. Juli – 18. Juli) - The Rolling Stones – Emotional Rescue - 5 Wochen (19. Juli – 22. August) - Olivia Newton-John & Electric Light Orchestra – Xanadu - 3 Wochen (23. August – 12. September) - Trini Lopez – The Very best Of Trini Lopez (1980) - 1 Woche (13. September – 19. September) - BZN (Band Zonder Naam) – Green Valleys - 3 Wochen (20. September – 10. Oktober) - Barbra Streisand – Guilty - 7 Wochen (11. Oktober – 28. November) - ABBA – Super Trouper - 11 Wochen (29. November 1980 – 13. Februar 1981) |